# Juryj Czuch
Juryj Mikałajewicz Czuch (biał. Юрый Мікалаевіч Чух, ur. 22 listopada 1971 w Charkowie) – białoruski hokeista pochodzenia ukraińskiego. Trener hokejowy.

## Kariera zawodnicza
- HK Nioman Grodno (1992–1993)
- Tiwali Mińsk (1994–1995)
- Biełstal Żłobin (1995–1996)
- Tiwali Mińsk (1996–1997)
- HK Nioman Grodno (1997–1999)
- Liepājas Metalurgs (1999–2000)
- SKH Sanok (2000)
- GKS Katowice (2000–2001)
- HK Nioman Grodno (2001–2005)
- HK Homel (2005–2006)
- Chimwołokno Mohylew (2006–2008)
- Chimwołokno Mohylew 2 (2008–2009)

Urodził się na Ukrainie, lecz karierę rozwijał na Białorusi oraz przez rok na Łotwie. W 2000 trafił do polskiej ligi i krótkotrwale na początku sezonu występował w klubie SKH Sanok (19 spotkań), po czym w połowie października 2000 odszedł do GKS Katowice (wraz z nim Andriej Dołgow), gdzie dokończył sezon 2000/2001. Następnie przez wiele lat występował na Białorusi, w tym od 2006 przez trzy lata w Mohylewie, gdzie zakończył karierę i otrzymał dalszą pracę w klubie.

## Kariera trenerska
- Chimwołokno Mohylew 2 / HK Mohylew 2 (2009–2011), główny trener
- SC Energija (2011–2012), główny trener
- HK Mohylew 2 (2012–2015), główny trener
- HK Witebsk (2015), główny trener
- Ararat Erywań (2016), główny trener
- HK Mohylew (2016–2017), główny trener
- Nesta Mires Toruń → KH Energa Toruń (2017–2021), główny trener
- Junior Mińsk (2021-2022), asystent trenera
- HK Lida (2022-), główny trener

Po zakończeniu kariery został trenerem w 2009 i od tego czasu pracował w klubie Chimwołokno Mohylew (w 2010 przemianowanym na HK Mohylew) na stanowisku trenera drużyny rezerwowej, występującej w wyższej lidze. W sezonie 2011/2012 tymczasowo był szkoleniowcem litewskiego zespołu SC Energija. We wrześniu 2014 tymczasowo mianowany trenerem pierwszego zespołu po zwolnieniu Siergieja Usanowa. W Mohylewie pracował do 2015. W maju 2015 został trenerem HK Witebsk w ekstralidze i pełnił stanowisko do początku października 2015. Następnie został szkoleniowcem ormiańskiego zespołu Ararat Erywań, przyjętego do wyższej ligi w sezonie 2016/2017 (jego bazą szkoleniową został Witebsk, a lokalizacją lodowiska Orsza). W połowie grudnia 2016 ustąpił ze stanowiska Araratu, po czym został mianowany głównym trenerem HK Mohylew. Z tego stanowiska odszedł po zakończeniu sezonu 2016/2017 w maju 2017. Pod koniec tego miesiąca został przedstawiony jako trener polskiego klubu Nesta Mires Toruń. Po przemianowaniu drużyny w 2018 był szkoleniowcem KH Energa Toruń do końca sezonu 2020/2021. W 2021 wszedł do sztabu drużyny Junior Mińsk z rozgrywek wyższej ligi. W maju 2022 został nowym szkoleniowcem HK Lida.

## Sukcesy
Klubowe zawodnicze
- Srebrny medal mistrzostw Białorusi: 1993 z Niomanem Grodno, 1997 z Tiwali Mińsk
- Złoty medal mistrzostw Białorusi: 1995 z Tiwali Mińsk
- Złoty medal mistrzostw Łotwy: 2000 z Metalurgsem Lipawa
- Srebrny medal mistrzostw Polski: 2001 z GKS Katowice
- Brązowy medal mistrzostw Białorusi: 2002 z Niomanem Grodno

Klubowe trenerskie
- Złoty medal mistrzostw Litwy: 2012 z SC Energija
- Złoty medal I ligi polskiej: 2018 z Nestą Mires Toruń

Wyróżnienia
- Mistrz sportu Białorusi